# Тялинг Купманс
Тялинг Купманс (на нидерландски: Tjalling Koopmans) е американски икономист от нидерландски произход. През 1975 г., заедно с Леонид Канторович, печели Нобелова награда за икономика за приноса му в теорията за оптималното разпределение на ресурсите.

## Биография
Започва да посещава Утрехтския университет на 17-годишна възраст, специалност математика. След това се мести в Амстердам, където също изучава математика.
През 1940 година се заселва в САЩ. Работи като чиновник във Вашингтон. След това започва да преподава икономика в Чикагския университет. През 1946 година става американски гражданин. През 1955 година се мести в Ню Хейвън, Кънектикът, където преподава в Йейлския университет.